# Arthaz-Pont-Notre-Dame
Arthaz-Pont-Notre-Dame är en kommun i departementet Haute-Savoie i regionen Auvergne-Rhône-Alpes i sydöstra Frankrike. Kommunen ligger i kantonen Annemasse-Sud som tillhör arrondissementet Saint-Julien-en-Genevois. År 2022 hade Arthaz-Pont-Notre-Dame 1 670 invånare.

## Befolkningsutveckling
Antalet invånare i kommunen Arthaz-Pont-Notre-Dame
| Referens: INSEE |